# 曼恩地区勒比尼翁
曼恩地区勒比尼翁（法語：Le Bignon-du-Maine，法語發音：[lə biɲɔ̃ dy mɛn]）是法国马耶讷省的一个市镇，属于拉瓦勒区。该市镇总面积14.29平方公里，2009年时的人口为339人。

## 人口
曼恩地区勒比尼翁人口变化图示